# 海晏県
海晏県（かいあん-けん、ハェイェン・ゾン, ha'e yan rdzong）は中華人民共和国青海省海北チベット族自治州に位置する県。海北チベット族自治州人民政府の所在地。

## 行政区画
- 鎮:三角城鎮、西海鎮
- 郷:金灘郷、青海湖郷、甘子河郷
- 民族郷:哈勒景モンゴル族郷

## 出身者
- 切陽什姐 - 陸上競技選手[1]